# 山名氏豊館
山名氏豊館（やまなうじとよやかた）は、鳥取県倉吉市東町にあった城郭。

## 概要
山名氏豊館は現在の大岳院境内に位置し、周辺は住宅地になっている。江戸時代に書かれた「伯耆民談記」の大岳院の項には「当寺は天正の頃、山名小三郎氏豊の館地なり」とあり、続いて「境地方四十間、廻りは大藪にして切岸の土居なり、誠に要害堅固にして小城とも謂つべし」と記されている。現在では伯耆民談記に見える土塁の遺構は確認されていない。

## 遺構
平成4年（1992年）、倉吉市が大岳院の本堂改築に伴い発掘調査を行ったところ、掘立柱建物14棟以上、溝状遺構5条、井戸跡、多数の輸入した青磁器、白磁器などの陶磁器類が発掘された。加えて発掘された遺物は15世紀の物が多く、伯耆民談記のいう天正年間とは時期がずれることがわかった。山名氏との関連は不明だが、当時の富裕層の屋敷跡もしくは守護所跡ではないかと考えられている。また、興味深いところでは建物跡周辺に焼土面が確認されている。